# Педда балашикша

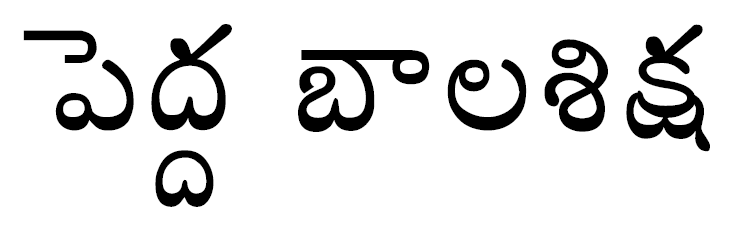

Педда балашикша, Гуру педда балашикша (телугу పెద్ద బాలశిక్ష ; Большая детская шикша) — небольшая, но популярная энциклопедия-букварь на языке телугу. Книга составлена в 1832 году в традиционном стиле текстов Пратишакхья, предназначена для целей начального образования и содержит базовые сведения о языке, письменности и культуре телугу.